# Cadre-45/2-Weltmeisterschaft 1923

Veranstaltungsort: Paris

Die Cadre-45/2-Weltmeisterschaft 1923 war die 16. Weltmeisterschaft, die bis 1947 im Cadre 45/2 und ab 1948 im Cadre 47/2 ausgetragen wurde. Das Turnier fand vom 30. April bis zum 16. Mai 1923 in Paris in Frankreich statt. Erstmals richtete die neu gegründete Fédération Internationale des Amateurs de Billard (FIAB) eine Weltmeisterschaft aus. Es sollte die Einzige bleiben. Ab 1924 wird dies von der Union Internationale des Fédérations des Amateurs de Billard (UIFAB) übernommen.

## Geschichte
Nach Turnierende hatten Théo Moons und Charles Faroux jeweils 10:2 Matchpunkte. Nach den damaligen Statuten musste eine Stichpartie über den Sieger entscheiden.
Damit war der Belgier Théo Moons erstmals Weltmeister. Der Titelverteidiger Charles Darantière stellte mit 45,45 einen neuen Amateurweltrekord im besten Einzeldurchschnitt (BED) auf.

## Turniermodus
Das ganze Turnier wurde im Round Robin System bis 500 Punkte gespielt. Bei MP-Gleichstand (außer bei Punktegleichstand beim Sieger) wird in folgender Reihenfolge gewertet:
1. MP = Matchpunkte
2. GD = Generaldurchschnitt
3. HS = Höchstserie

## Abschlusstabelle
| MP    | Match Points (Sieger = 2; Unentschieden = 1; Verlierer = 0) |
| Pkte. | Erzielte Karambolagen                                       |
| Aufn. | Benötigte Versuche                                          |
| GD    | Generaldurchschnitt                                         |
| BED   | Bester Einzeldurchschnitt eines Spielers                    |
| HS    | Höchstserie                                                 |
|       | Bester GD des Turniers                                      |
|       | Bester ED des Turniers                                      |
|       | Beste HS des Turniers                                       |
|       | 1. Platz (Gold)                                             |
|       | 2. Platz (Silber)                                           |
|       | 3. Platz (Bronze)                                           |

| Platz                                        | Name               | MP   | Pkte. | Aufn. | GD    | BED   | HS  |
| -------------------------------------------- | ------------------ | ---- | ----- | ----- | ----- | ----- | --- |
| 1                                            | Théo Moons         | 10:2 | 2936  | 161   | 18,23 | 20,00 | 134 |
| 2                                            | Charles Faroux     | 10:2 | 2794  | 141   | 19,81 | 23,80 | 148 |
| 3                                            | Albert Corty       | 8:4  | 2823  | 135   | 20,91 | 33,33 | 151 |
| 4                                            | Charles Darantière | 4:8  | 2499  | 148   | 16,88 | 45,45 | 171 |
| 5                                            | Gustave van Belle  | 4:8  | 2306  | 159   | 14,50 | 14,28 | 130 |
| 6                                            | Gaston de Doncker  | 4:8  | 2496  | 175   | 14,26 | 21,73 | 122 |
| 7                                            | Charles Fougeret   | 2:10 | 2317  | 203   | 11,41 | 12,50 | 87  |
| Turnierdurchschnitt: 16,19                   |                    |      |       |       |       |       |     |
| Stichpartie                                  |                    |      |       |       |       |       |     |
| -                                            | Théo Moons         | 2:0  | 500   | 27    | 18,51 | 18,51 | 170 |
| -                                            | Charles Faroux     | 0:2  | 427   | 27    | 15,81 | –     | 102 |
| nach Stichpartie                             |                    |      |       |       |       |       |     |
| 1                                            | Théo Moons         | 12:2 | 3436  | 188   | 18,27 | 20,00 | 170 |
| 2                                            | Charles Faroux     | 10:4 | 3221  | 168   | 19,17 | 23,80 | 148 |
| Turnierdurchschnitt: 16,23 (mit Stichpartie) |                    |      |       |       |       |       |     |

## Herausforderungsmatch
Der FFAB hatte beschlossen das der Zweitplatzierte der Weltmeisterschaft den Titelverteidiger innerhalb von sechs Monaten herausfordern konnte. Das Spiel sollte immer in der Heimatstadt des Titelträgers stattfinden. Dieses Recht nahm Charles Faroux wahr. Somit fand vom 17.–19. Dezember 1923 in Antwerpen das Spiel statt. Gespielt wurden drei Abschnitte bis 500 Punkte.

## Gespielte Abschnitte
| Name           | Pkte. | Aufn. | GD    | BED   | HS  |
| -------------- | ----- | ----- | ----- | ----- | --- |
| Théo Moons     | 500   | 17    | 29,41 | 29,41 | 108 |
| Charles Faroux | 273   | 17    | 16,05 | –     | 104 |

| Name           | Pkte. | Aufn. | GD    | BED   | HS  |
| -------------- | ----- | ----- | ----- | ----- | --- |
| Théo Moons     | 500   | 28    | 17,85 | 17,85 | 71  |
| Charles Faroux | 426   | 28    | 15,21 | –     | 123 |

| Name           | Pkte. | Aufn. | GD    | BED   | HS  |
| -------------- | ----- | ----- | ----- | ----- | --- |
| Théo Moons     | 500   | 17    | 29,41 | 29,41 | 158 |
| Charles Faroux | 207   | 17    | 12,17 | –     | 78  |

| Platz | Name           | Pkte. | Aufn. | GD    | BED   | HS  |
| ----- | -------------- | ----- | ----- | ----- | ----- | --- |
| 1     | Théo Moons     | 1500  | 62    | 24,19 | 29,41 | 158 |
| 2     | Charles Faroux | 906   | 62    | 14,61 | –     | 123 |